# Жунусов, Хасен
Хасе́н Жуну́сов (1906, Семипалатинская область, Российская империя — неизвестно, Алма-Атинская область, Казахская ССР) — директор Кар-Керинского совхоза Кегенского района Алма-Атинской области, Казахская ССР. Герой Социалистического Труда (1957).

## Биография
Родился в 1906 году в крестьянской семье в одном из сельских населённых пунктов Семипалатинской области. В годы Великой Отечественной войны — заместитель секретаря, заведующий отделом животноводства Алма-Атинского обкома Компартии Казахстана. За выдающуюся организаторскую деятельность по обеспечению фронта продуктами награждён в 1945 году Орденом «Знак Почёта».
В послевоенные годы назначен директором совхоза «Кар-Керинский» Кегенского района. Занимался восстановлением совхозного хозяйства. По итогам 1952 года награждён вторым Орденом «Знак Почёта».
В середине 1950-х годов организовал освоение целинных земель, в результате чего совхоз значительно повысил урожайность сдаваемых государству продуктов земледелия. Указом Президиума Верховного Совета СССР от 11 января 1957 года удостоен звания Героя Социалистического Труда за «особо выдающиеся успехи, достигнутые в работе по освоению целинных и залежных земель, и получение высокого урожая» с вручением ордена Ленина и золотой медали «Серп и Молот» (№ 6977).
После выхода на пенсию проживал в Алма-Атинской области. Дата смерти не установлена.
Награды
- Герой Социалистического Труда
- Орден Ленина
- Орден «Знак Почёта» — дважды (16.11.1945; 22.07.1953)
- Медаль «За трудовую доблесть» (22.06.1950)